# مت گراهام (اسکی باز)
مت گراهام (انگلیسی: Matt Graham؛ زادهٔ ۲۳ اکتبر ۱۹۹۴) ورزشکار اسکی نمایشی اهل استرالیا است.
وی در مسابقات کشوری و بین‌المللی در مجموع برندهٔ ۳ مدال نقره شده‌است.